# Air Force 1

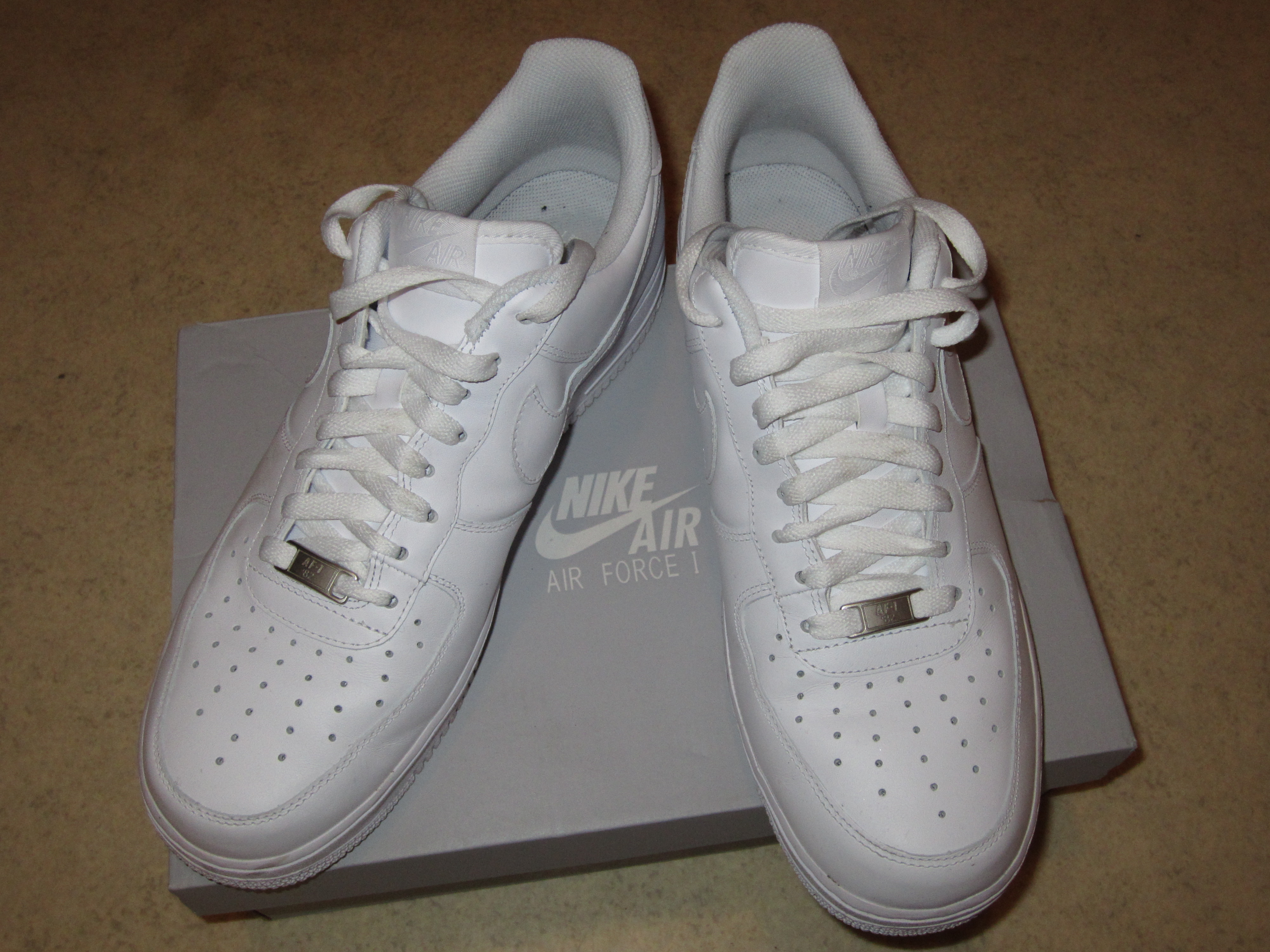
Air Force 1

Az Air Force 1 az amerikai Nike, Inc. által 1982-től gyártott sportcipő sorozata. A modell tervezője Bruce Kilgor. A Nike első sportcipője, amelyben alkalmazták a Nike Air technológiát.
A cipő az 1982-es megjelenését követően alig változott. A későbbi változatokon az oldalsó varrásokat elhagyták. A cipő háromféle kivitelben készül: alacsony, félmagas és magas szárral. Mintázat és színösszeállítás tekintetében viszont több mint 1700 féle változata létezik,  de máig az eredeti egyszínű, fehér vagy fekete változat a legnépszerűbb.  A modellt 1982-es bevezetése után pár évig gyártották, majd 1986-ban – már az új Nike-logóval – újrakezdték a sorozatgyártását. 1987-ben mutatták be a típus utódját, az alacsonyabb talppal készített Air Force 2-t.